# Maico
Maico byla německá značka vyrábějící jízdní kola, motocykly a miniautomobily. Její stroje byly úspěšné zejména v Motokrosu.

## Začátky
Společnost byla založena v roce 1926 jako továrna na jízdní kola Maisch & Compagnons. V roce 1934 zahájila výrobu mopedů vybavených dvoudobými motory Sachs zdvihového objemu 98 cm³ a v roce 1938 výrobu lehkých motocyklů s dvoudobými motory ILO objemu 123 cm³.

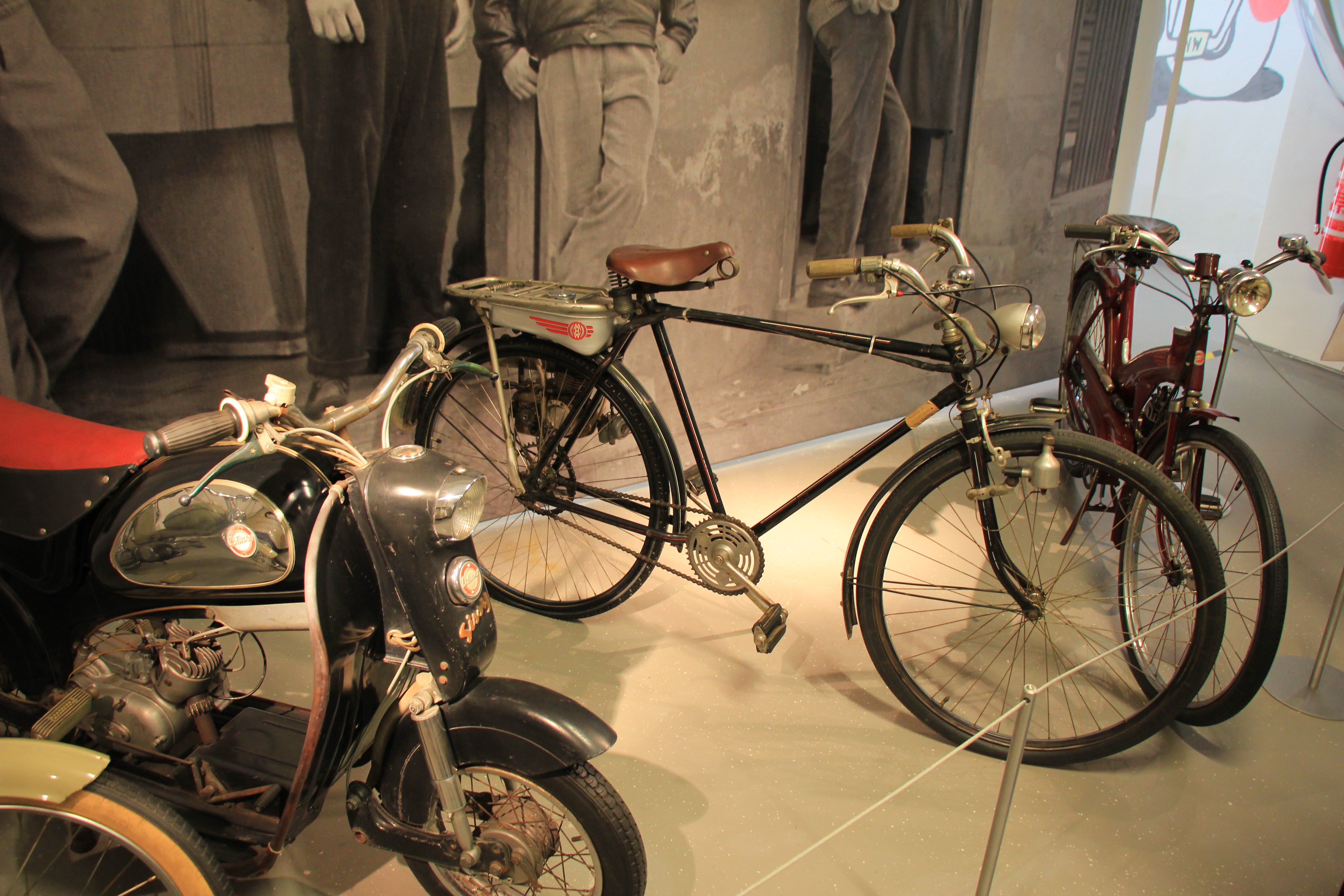
kolo Maico s pomocným motorem

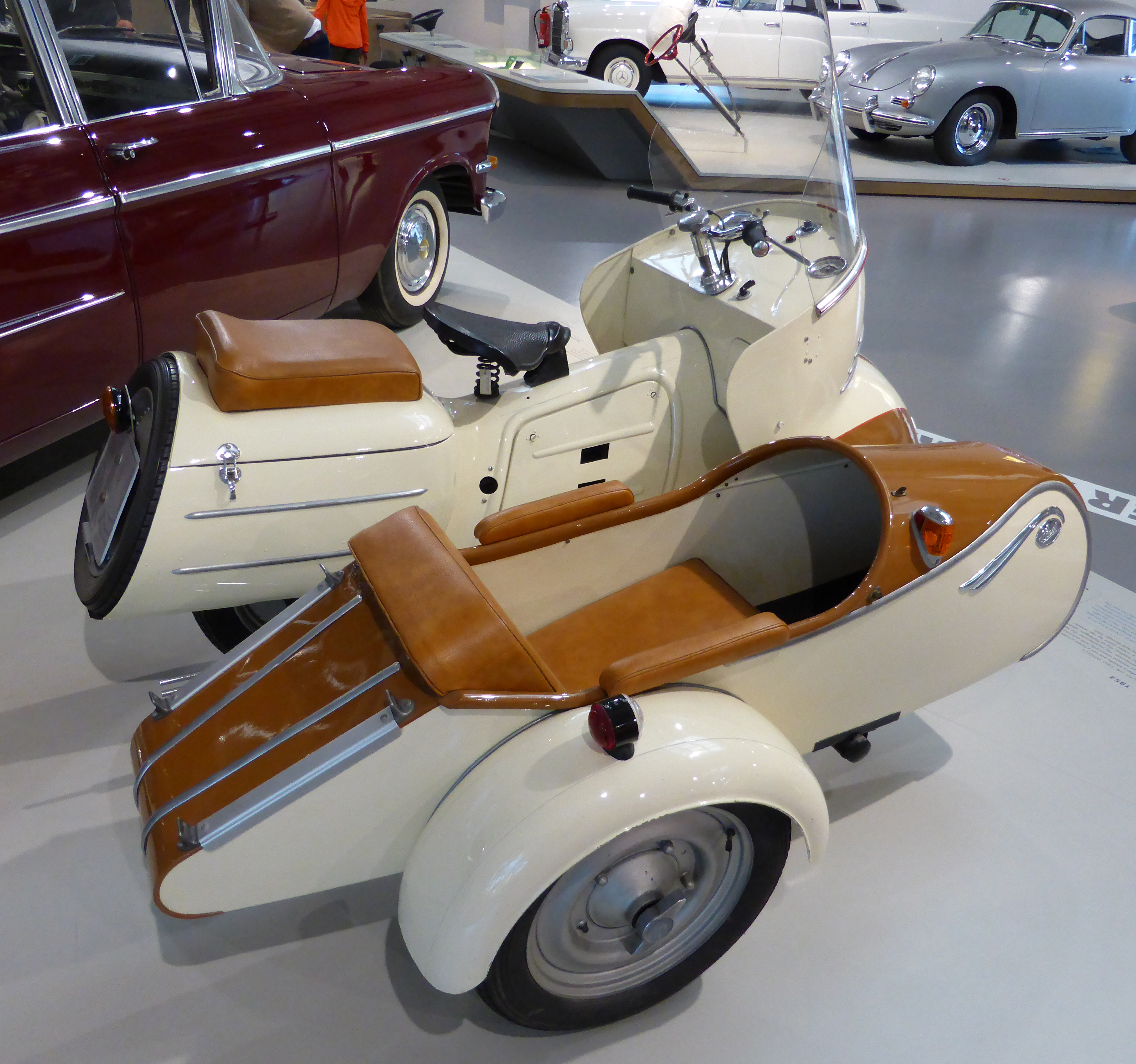
stroj Maicomobil
s postranním vozíkem zboku

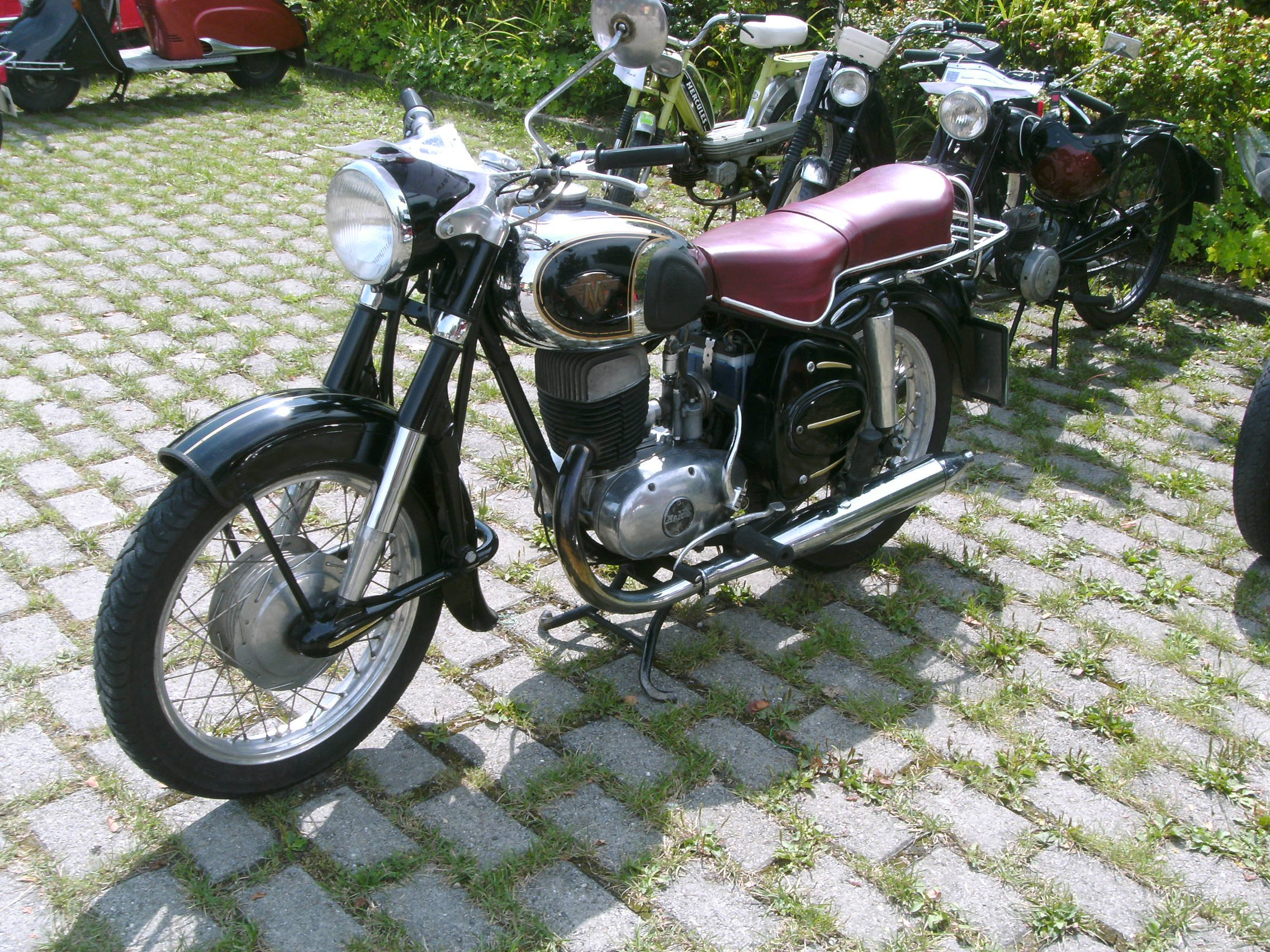
motocykl Maico Blizzard

## Poválečná výroba
Poničené hospodářství, výrobní omezení a nedostatek surovin přiměl továrnu krátce po druhé světové válce k náhradní výrobě hraček a zplynovačů dřeva. Později přidala jízdní kola, často s pomocným motorem. Měnová reforma v půli roku 1948 zvedla rychle celkovou poptávku a Maico se vrátila k předválečné výrobě. Byla jedou z prvních německých značek, které si výrobu motocyklů mohly dovolit a získala velký náskok. Nepravidelné dodávky motorů ILO na podzim 1948 ji přiměly k vývoji a výrobě vlastní jednoválcové dvoudobé jednotky pro motocykl Maico M125. S větším zdvihovým objemem poháněl vzápětí motocykly M150, M151 a od června 1950 i mohutně kapotovaná „dvoukolová vozidla“ Maicomobil MB 151 a MB 175 se značnou ochranou před nečistotami od silnice nebo motoru a poměrně velkým zavazadlovým prostorem, které se velmi dobře prodávaly.
Tým jezdců Maico vyhrál roku 1952 Mezinárodní motocyklovou šestidenní a dramaticky zvýšil prodej značky.
V roce 1953 továrna motor přepracovala a vyráběla ho téměř beze změn dál přes 20 let. Montoval se v různých objemech do motocyklů M175, M200 Fanal, M200 Passat, M 175 S, M 200 S, M250/M277 Blizzard, strojů Maicomobil MB200 a lehčích skútrů Maicoletta 175, 250 a 277 i v mnoha sportovních motocyklů s moderním podvozkem, který se poprvé představil na modelech M 175 S a M 200 S. Vrcholným typem byl Taifun s dvouválcovým motorem objemu 350 nebo 400 cm³ –⁠⁠⁠⁠⁠⁠ poskytoval až 22,5 k. Úspěšný byl i prodej v USA.
V roce 1956 značka ovládla německý motokrosový šampionát ve třídě do 175 cm³, prvních 10 míst obsadili jezdci na Maico GS 175, v enduro verzi prodávané jako MC 175.

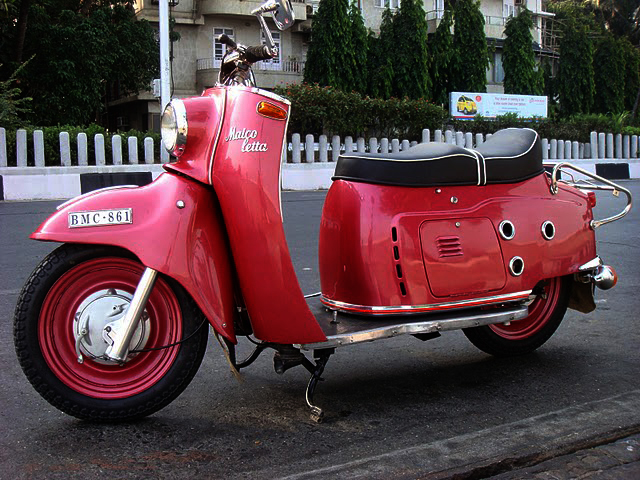
skútr Maicoletta

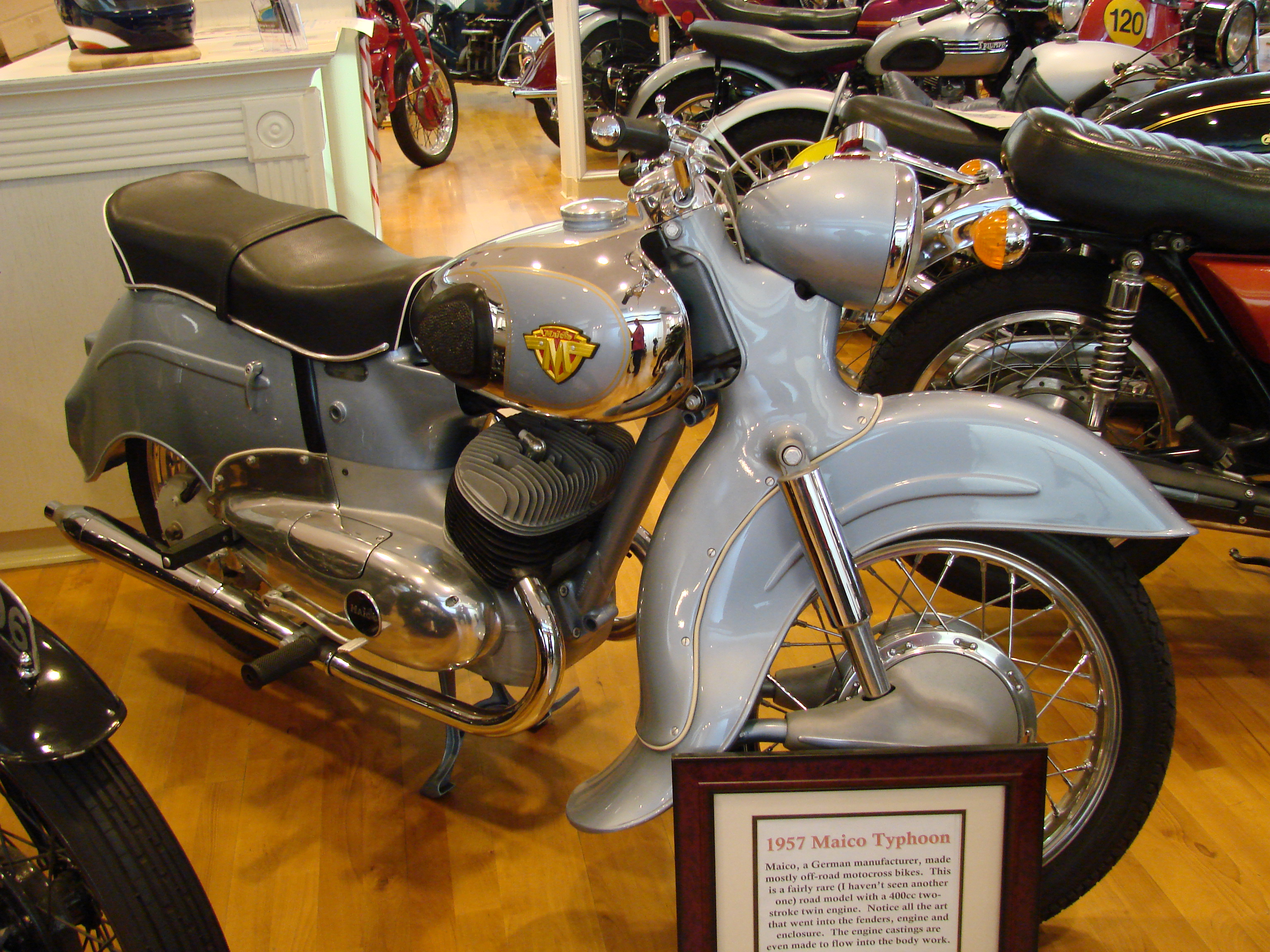
motocykl Maico Typhoon

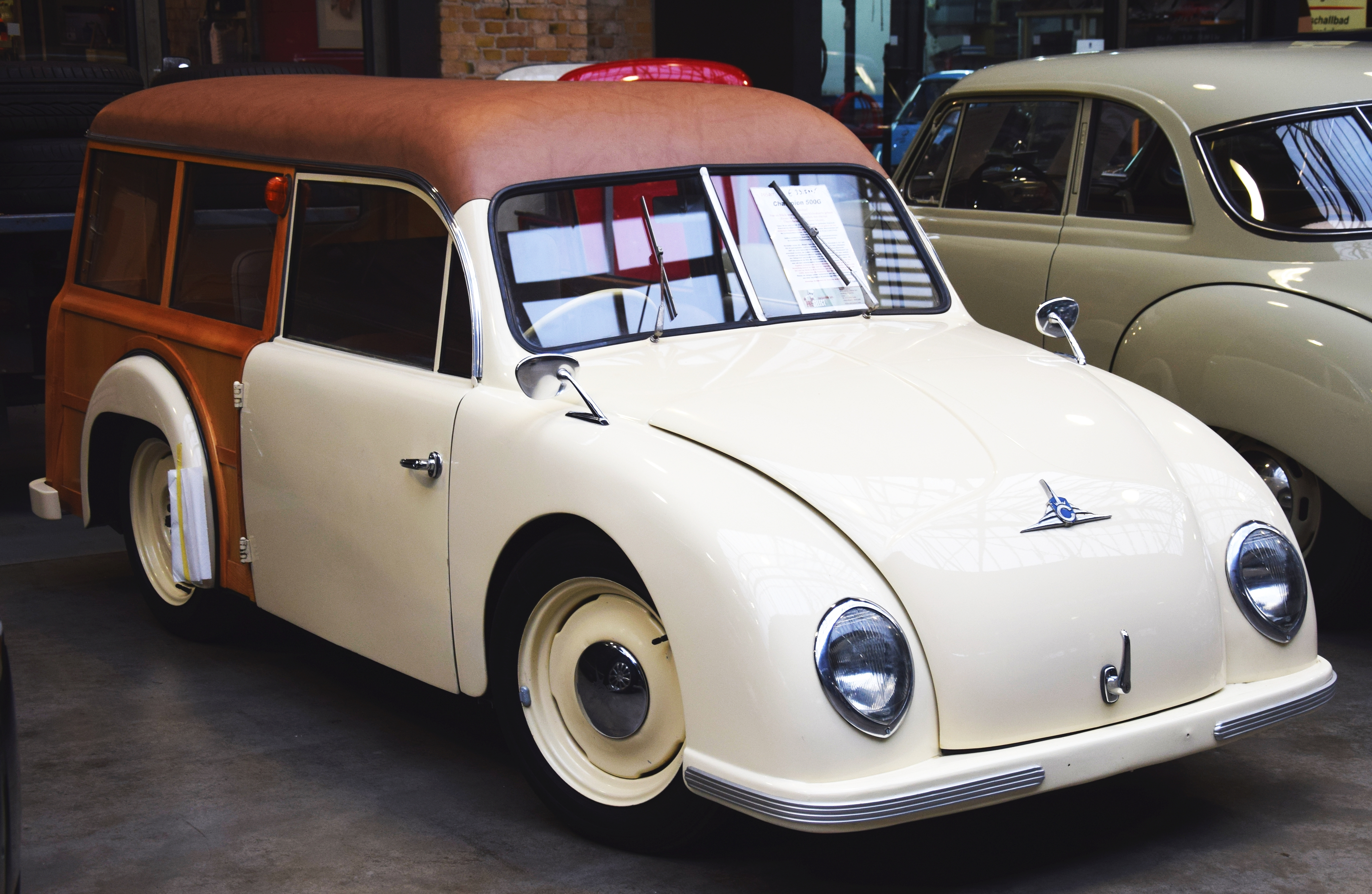
kombi Champion 500 G

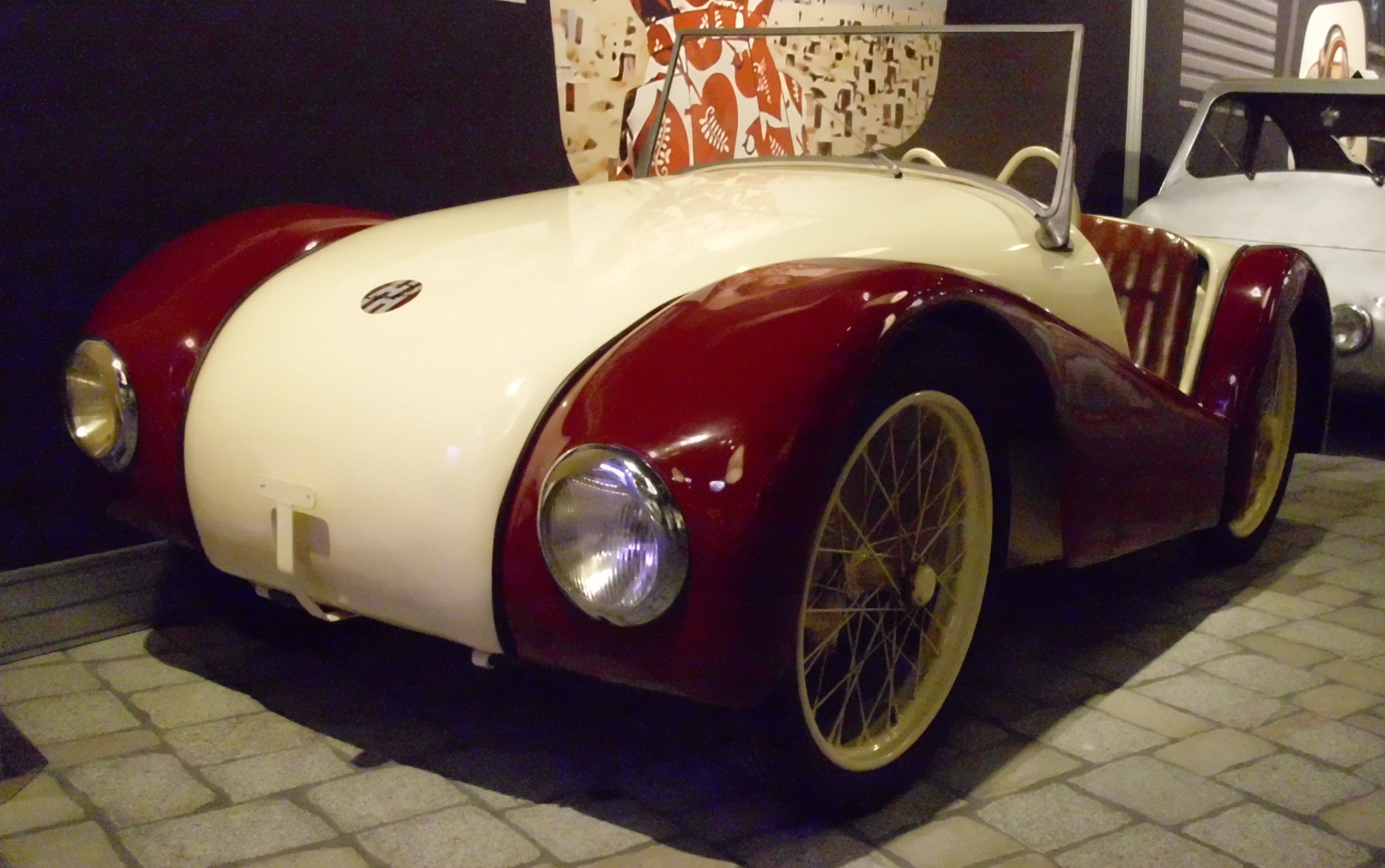
Hermann Holbein Champion

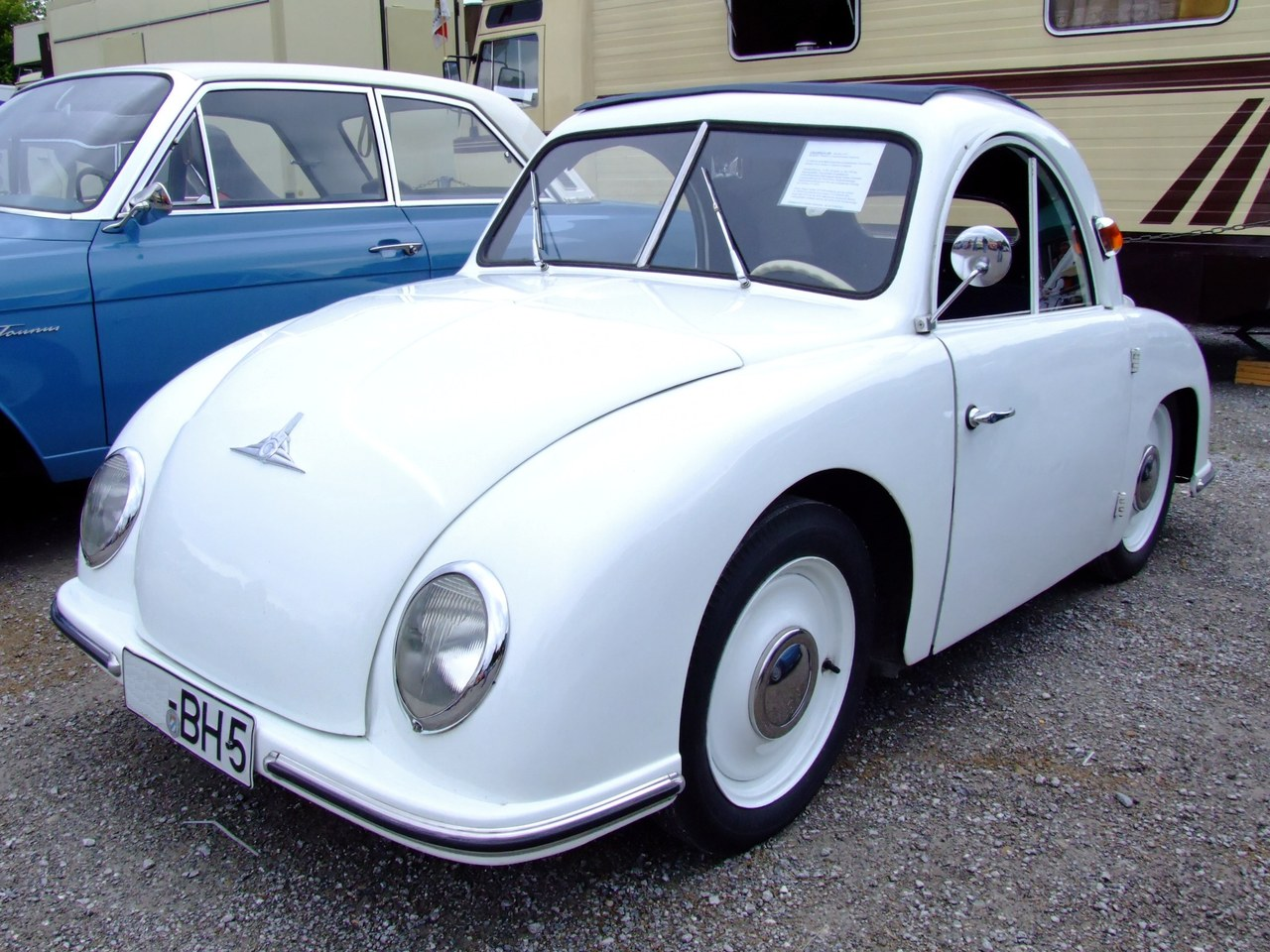
Champion 400

#### Zhroucení motocyklového trhu
Kvůli dramaticky se zmenšujícímu zájmu o cestovní motocykly musela být výroba Taifunu v roce 1957 zastavena. Jednoválcové modely M se vyráběly dál až do počátku 70. let. Nejvíce spolehlivý robustní terénní stroj M 250B odvozený z motokrosového speciálu, s nímž Maico nalezla mezeru na trhu a nadlouho dodávala např. Bundeswehru nebo bavorské policii.

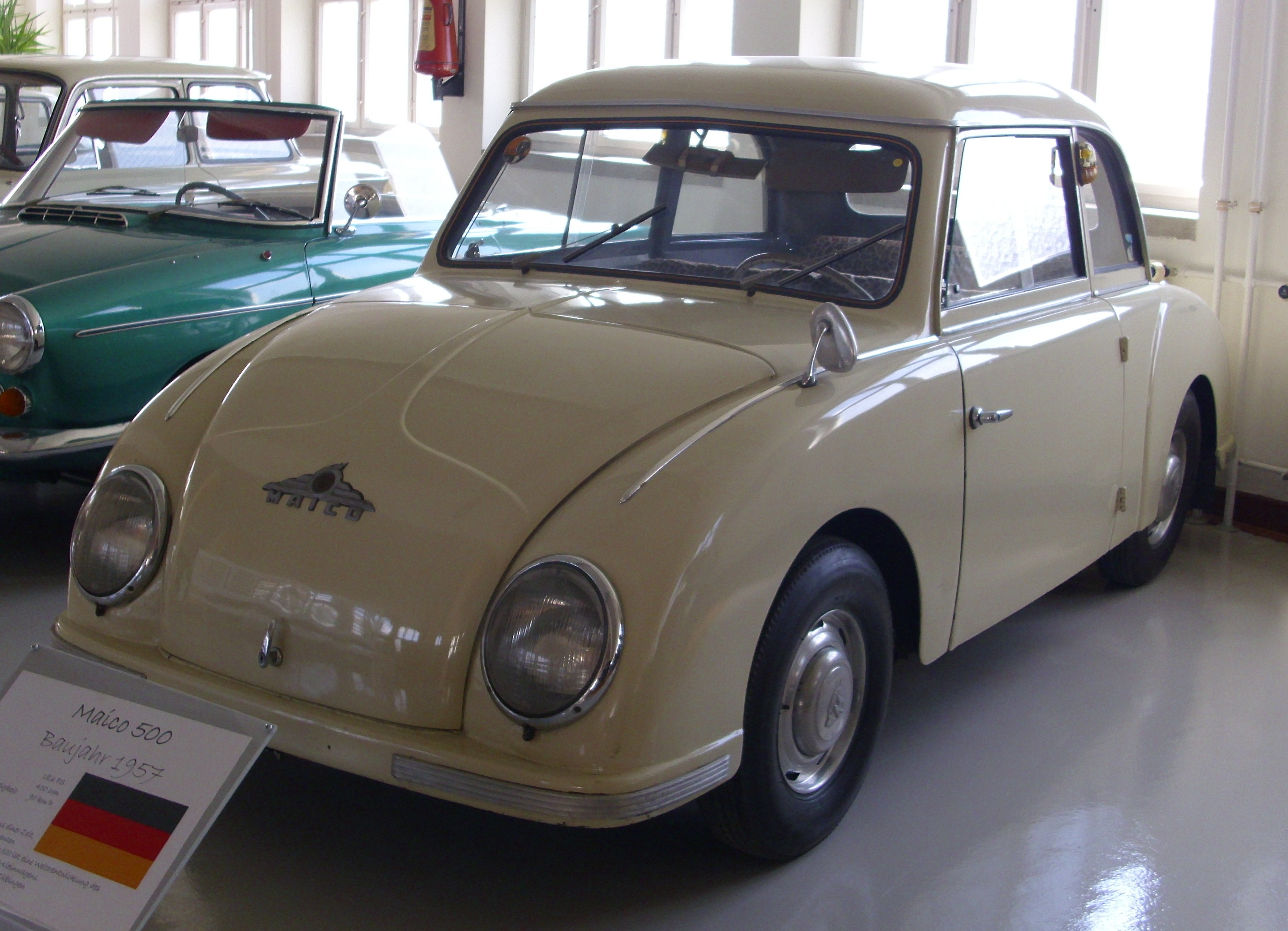
Maico MC 500/4

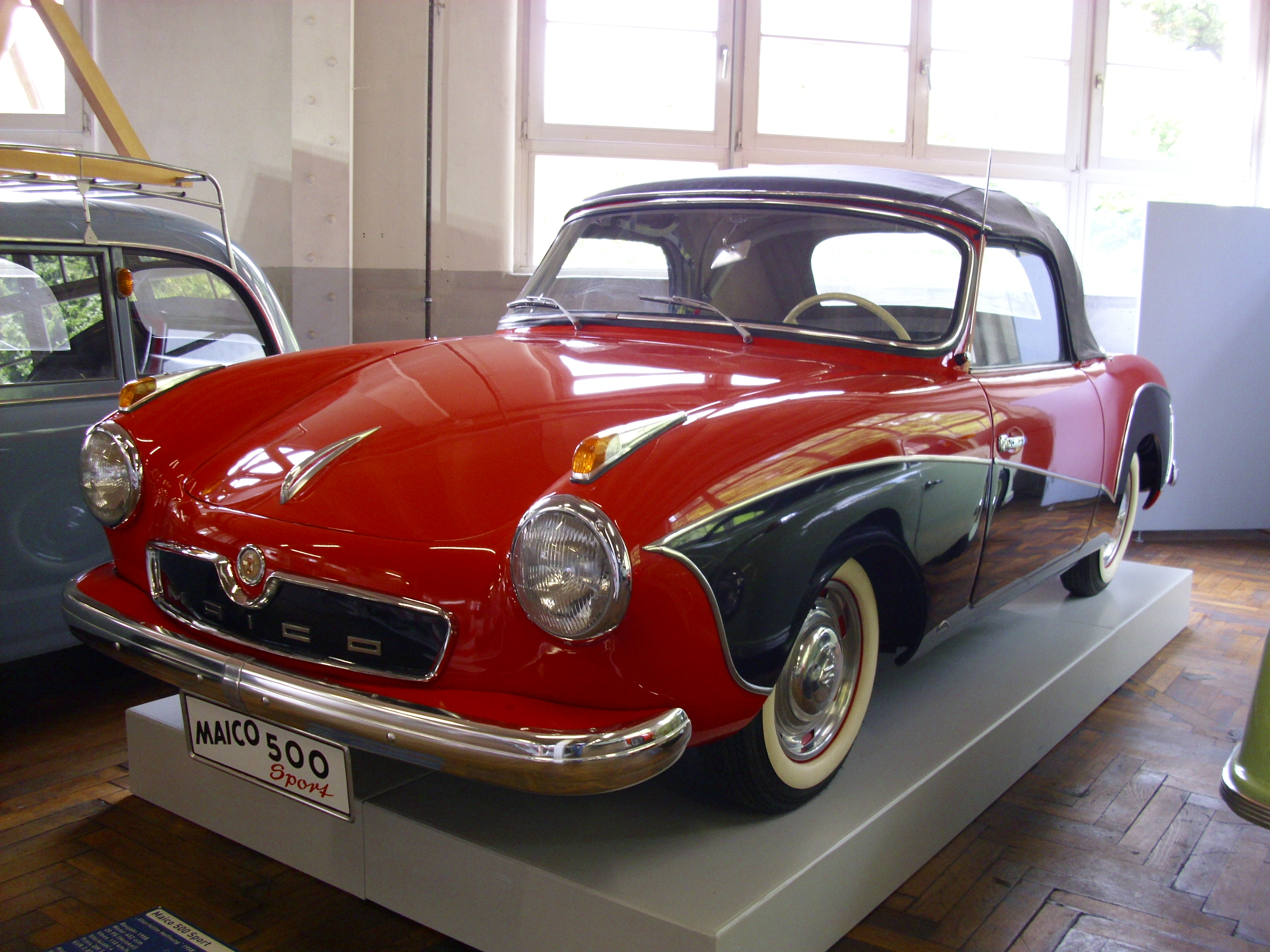
Maico 500 Sport

#### Minivozy
Od roku 1954 zájem o motocykly v Německu klesal a rostla poptávka po miniautomobilech. Se zvyšující se životní úrovní dávalo mnoho jezdců nebo o koupi motocyklu uvažujících přednost většímu pohodlí dvoustopého minivozu. Maico se rozhodla ke své současné nabídce přidat i tuto vyšší úroveň přepychu. V roce 1955 koupila z konkurzní podstaty práva a lisovací nástroje na malý dvoumístný model se značkou Champion.
Maico byla třetí, která se ne laciný vůz odvozený z jednoduchého téměř 2 metry dlouhého prototypu se dvěma místy bez dveří a střechy, který v roce 1946 zkonstruoval specialista podniku na převodovky ZF Friedrichshafen a další vývoj převzal a do výroby uvedl závodní jezdec Hermann Holbein, znovu pokusila oživit. Všechny tři předchozí společnosti zkrachovaly.
Vozy s koncepcí osvědčenou vozem nižší střední třídy VW Brouk poháněly dvouválcové řadové vodou chlazené dvoudobé motory Heinkel zdvihového objemu 400 nebo 450 cm³ o výkonu 15, resp. 18 koní. Dosahovaly maximální rychlosti 80 a 90 km/h. První byl téměř beze změn převzatý dvoumístný Champion 400 H se dvěma sedadly a policí za nimi pro zavazadla nebo dvě malé děti s plátěným až dozadu stahovacím vrškem střechy. Pod přední kapotu před náhradní kolo se vešel menší kufr a taška. Na větší zavazadla byl nezbytný střešní nosič nebo přívěs. Dveře s půlkruhovým oknem měly stejný výlisek pravých a levých. Pontonová karoserie optimálně využila šířku vozu a podobal se Porsche 356. Maico jich od září 1955 do června 1956 postavila 1374 s názvem MC 400/H.
Úspěšnější byl nástupce, čtyřmístný Maico MC 500/4 s uzavřenou střechou a prodlouženým rozvorem o 22 cm, kterého se prodalo 6301. Obsaditelnost měl jako Brouk, kratší rozvor jen více omezoval zadní lavici, za kterou se vměstnaly jen dvě mělké aktovky. Vůz stál 3665 DM, Brouk v základním provedení kolem 3780 DM. Výrazně nižší byly provozní výdaje: daně a pojištění vozu dle zdvihového objemu, náklady na pohonné hmoty, pneumatiky, údržbu a opravy. Dvoudobý motor jednoduché konstrukce s pouze třemi pohyblivými částmi: klikovým hřídelem, ojnicí a pístem, vykazoval nízké opotřebení a dlouhou životnost.
Kombi Maico MC 500 G (Großraum-Fahrzeug - velkoprostorový vůz, cena 4500 DM, 21 vozidel), čtyřmístných Maico MC 400/4 (cena 3490, také DM 21 vozidel) a kabrioletů Maico 500 Sport s výkonem 20 koní a maximální rychlostí 110 km/h karosárny Beutler (4950 DM standardní verze, 5400 DM jedině vyráběná luxusní verze, pouze 4 vozidla) vzniklo nemnoho. Objem prodeje zdaleka nepostačoval k pokrytí výrobních nákladů.

V srpnu 1957 informoval Der Spiegel také o závadách čtyřmístného vozu, ale později se opravil. Zveřejnění okamžitě snížilo prodej ještě mnohem výrazněji. Následný soudní spor skončil pro Maico neúspěšně a výrobu automobilů i Maicomobilů skončila v roce 1958.

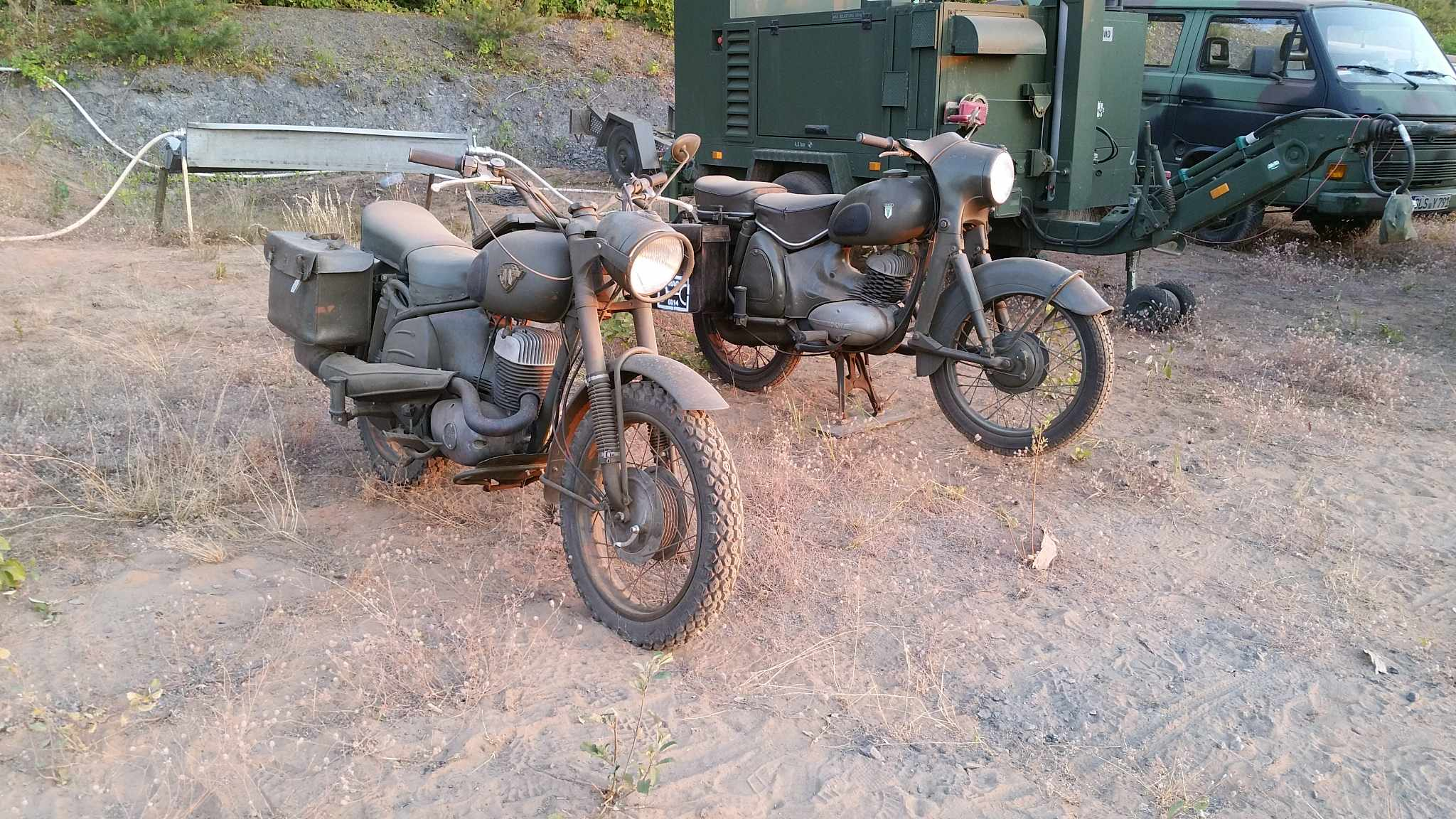
Maico M 250/B před DKW RT175

#### Vojenský motocykl M 250B

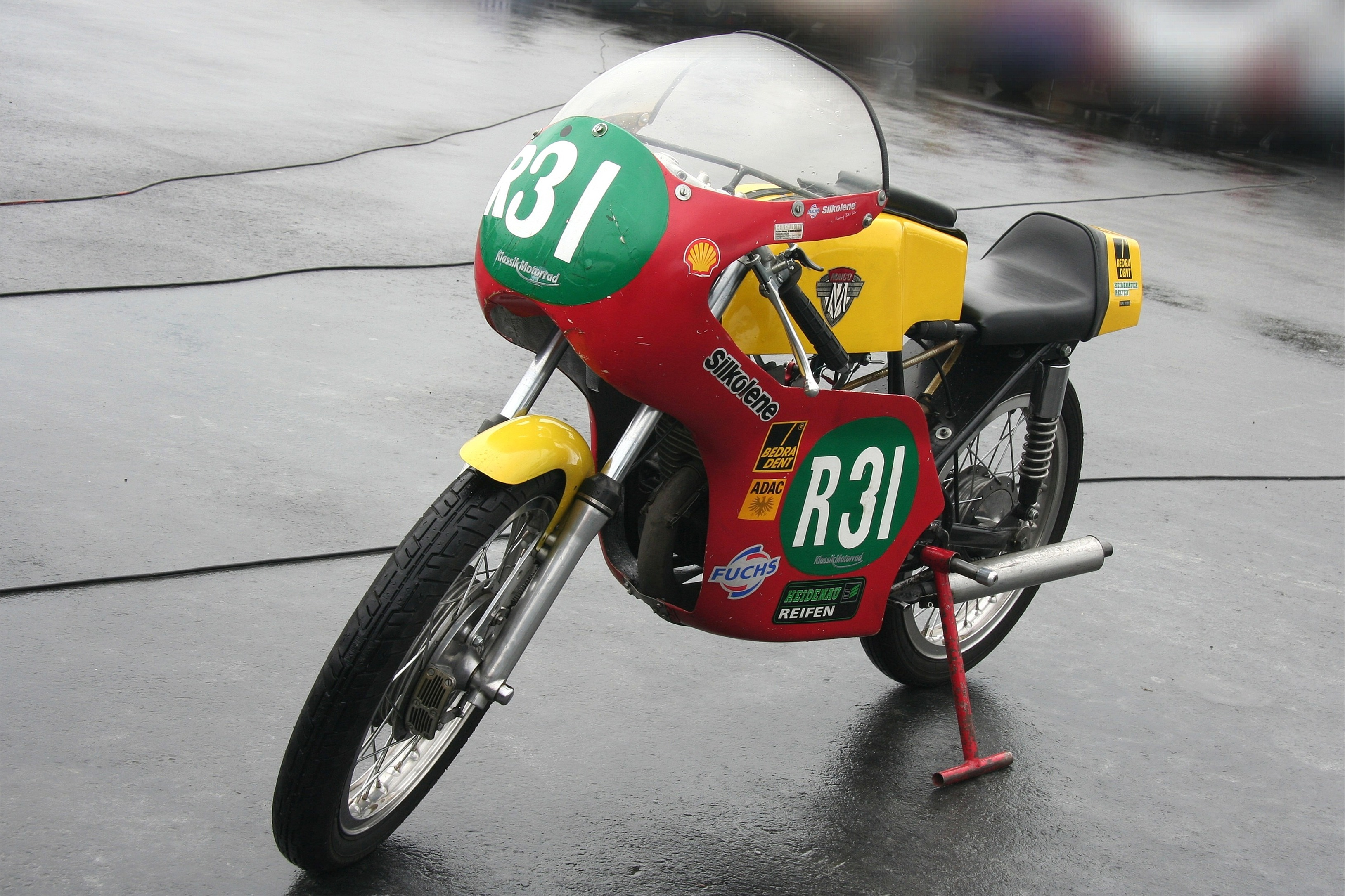
závodní Maico 125 RS (1970)

Vojenský motocykl M 250B nahradil stroje Triumph a DKW s horšími terénními schopnostmi. Maico získala objednávku na asi 10 000 motocyklů pro Bundeswehr a Spolkovou pohraniční stráž, které musela dodat v letech 1959–⁠⁠⁠⁠⁠⁠1961. S výrobou ji pomohlo sdružení Zweirad-Union z Norimberka, která sestavilo asi třetinu vyrobených strojů. Motocykl M 250/B se v klesajícím počtu prodával až do roku 1970 po celém světě.

#### Konkurence z Dálného východu

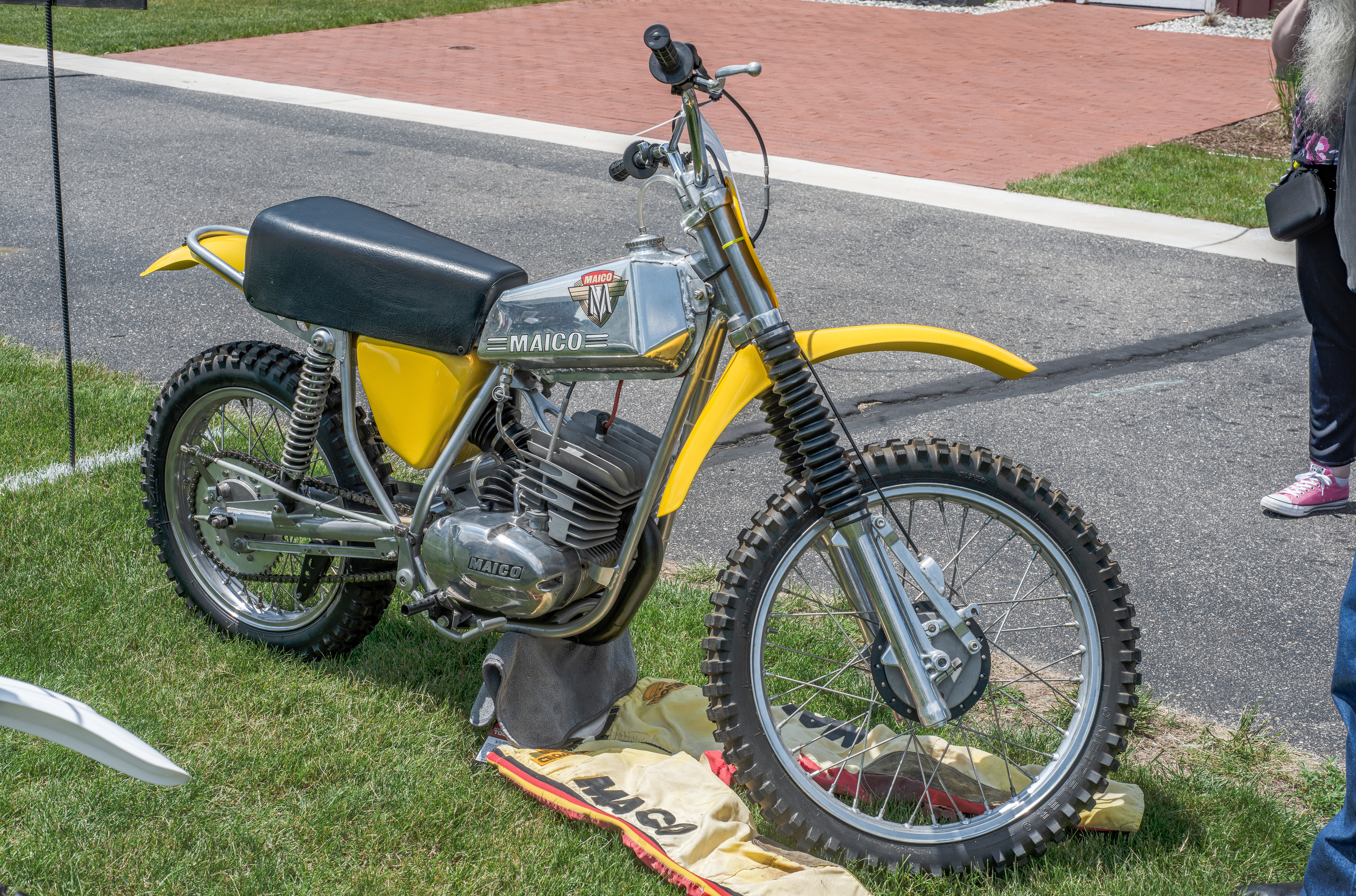
motokrosový Maico 400 (1974)

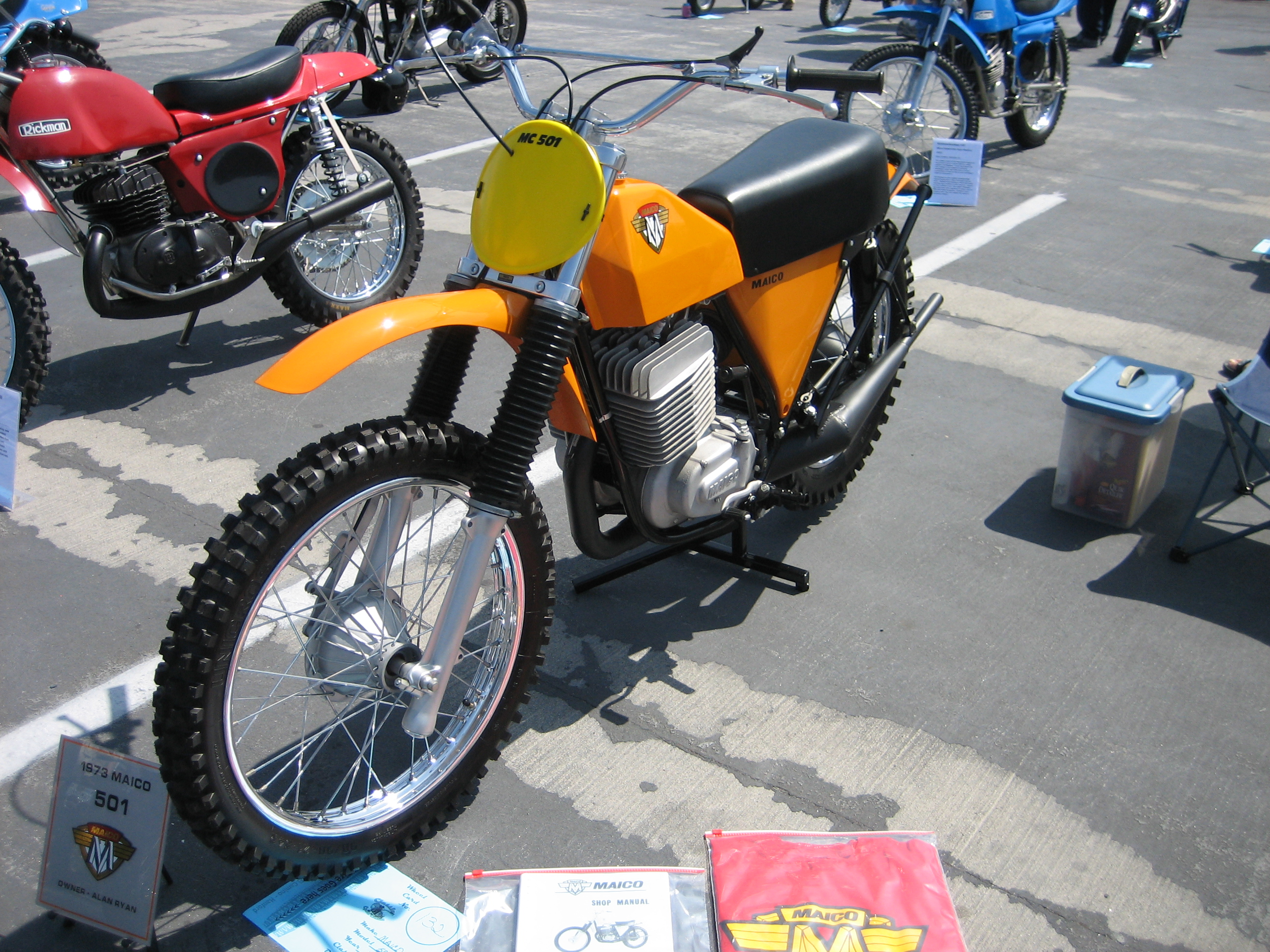
motokrosový Maico 501 (1973)

Od roku 1962 se Maico pod tlakem levnější japonské konkurence stále více zaměřovala na motokrosové stroje. Specializací na vysoce kvalitní a drahé závodní motocykly se blížila exkluzivitě motocyklů BMW. Vývoz prudce vzrostl a představoval přibližně 80 % produkce. Maico zavedla inovativní dlouhý zdvih odpružení, který okoukaly další týmy. V sedmdesátých letech získali jezdci na motocyklech Maico tři tituly mistra světa v motokrosu. Nový silniční stroj MD 125 vznikal od poloviny 60. let s problémy, se závodní verzí 125 RS ale v letech 1972-73 Börje Jansson vyhrál tři závody Mistrovství světa silničních motocyklů ve třídě do 125 cm³.
V roce 1979 se Maico pokusila uvolnit přílišnou závislost na motokrosových strojích. Dlouho ale neinvestovala do výrobního zařízení a měla daleko vyšší náklady výroby. Nově vyvinutý stroj MD 250 WK, jediný západoněmecký silniční motocykl podobné objemové třídy, byl nabízen za neprodejnou cenu. V roce 1983 vyhlásila Maico bankrot.
V roce 2013 byla v malých množstvích zahájena výroba motokrosových, enduro a supermoto motocyklů se značkou Maico.